# Philipomyia apica
Philipomyia apica är en tvåvingeart som först beskrevs av Johann Wilhelm Meigen 1820.  Philipomyia apica ingår i släktet Philipomyia och familjen bromsar. Inga underarter finns listade i Catalogue of Life.